# Dave Ellett
David George John "Dave" Ellett, född 30 mars 1964, är en kanadensisk-amerikansk före detta professionell ishockeyspelare som tillbringade 16 säsonger i den nordamerikanska ishockeyligan National Hockey League (NHL), där han spelade för ishockeyorganisationerna Winnipeg Jets, Toronto Maple Leafs, New Jersey Devils, Boston Bruins och St. Louis Blues. Han producerade 568 poäng (153 mål och 415 assists) samt drog på sig 985 utvisningsminuter på 1 129 grundspelsmatcher. Han spelade också på lägre nivå för Bowling Green Falcons (Bowling Green State University) i National Collegiate Athletic Association (NCAA).
Ellett draftades i fjärde rundan i 1982 års draft av Winnipeg Jets som 75:e spelare totalt.

## Statistik
| 1981–1982   | Ottawa Jr. Senators   | CJHL        | 50   | 9   | 35  | 44  | —   | —   | —  | —  | —  | —  |
| 1982–1983   | Bowling Green Falcons | NCAA        | 40   | 4   | 13  | 17  | 34  | —   | —  | —  | —  | —  |
| 1983–1984   | Bowling Green Falcons | NCAA        | 43   | 15  | 39  | 54  | 96  | —   | —  | —  | —  | —  |
| 1984–1985   | Winnipeg Jets         | NHL         | 80   | 11  | 27  | 38  | 85  | 8   | 1  | 5  | 6  | 4  |
| 1985–1986   | Winnipeg Jets         | NHL         | 80   | 15  | 31  | 46  | 96  | 3   | 0  | 1  | 1  | 0  |
| 1986–1987   | Winnipeg Jets         | NHL         | 78   | 13  | 31  | 44  | 53  | 10  | 0  | 8  | 8  | 2  |
| 1987–1988   | Winnipeg Jets         | NHL         | 68   | 13  | 45  | 58  | 106 | 5   | 1  | 2  | 3  | 10 |
| 1988–1989   | Winnipeg Jets         | NHL         | 75   | 22  | 34  | 56  | 62  | —   | —  | —  | —  | —  |
| 1989–1990   | Winnipeg Jets         | NHL         | 77   | 17  | 29  | 46  | 96  | 7   | 2  | 0  | 2  | 6  |
| 1990–1991   | Winnipeg Jets         | NHL         | 17   | 4   | 7   | 11  | 6   | —   | —  | —  | —  | —  |
|             | Toronto Maple Leafs   | NHL         | 60   | 8   | 30  | 38  | 69  | —   | —  | —  | —  | —  |
| 1991–1992   | Toronto Maple Leafs   | NHL         | 79   | 18  | 33  | 51  | 95  | —   | —  | —  | —  | —  |
| 1992–1993   | Toronto Maple Leafs   | NHL         | 70   | 6   | 34  | 40  | 46  | 21  | 4  | 8  | 12 | 8  |
| 1993–1994   | Toronto Maple Leafs   | NHL         | 68   | 7   | 36  | 43  | 42  | 18  | 3  | 15 | 18 | 31 |
| 1994–1995   | Toronto Maple Leafs   | NHL         | 33   | 5   | 10  | 15  | 26  | 7   | 0  | 2  | 2  | 0  |
| 1995–1996   | Toronto Maple Leafs   | NHL         | 80   | 3   | 19  | 59  | 6   | 0   | 0  | 0  | 4  |    |
| 1996–1997   | Toronto Maple Leafs   | NHL         | 56   | 4   | 10  | 14  | 34  | —   | —  | —  | —  | —  |
|             | New Jersey Devils     | NHL         | 20   | 2   | 5   | 7   | 6   | 10  | 0  | 3  | 3  | 10 |
| 1997–1998   | Boston Bruins         | NHL         | 82   | 3   | 20  | 23  | 67  | 6   | 0  | 1  | 1  | 6  |
| 1998–1999   | Boston Bruins         | NHL         | 54   | 0   | 6   | 6   | 25  | 8   | 0  | 0  | 0  | 4  |
| 1999–2000   | St. Louis Blues       | NHL         | 52   | 2   | 8   | 10  | 12  | 7   | 0  | 1  | 1  | 2  |
| NHL totalt  | NHL totalt            | NHL totalt  | 1129 | 153 | 415 | 568 | 985 | 116 | 11 | 46 | 57 | 87 |
| NCAA totalt | NCAA totalt           | NCAA totalt | 83   | 19  | 52  | 71  | 130 | —   | —  | —  | —  | —  |